# Place du Coq
La Place du Coq, anciennement appelé place du Marché ou encore place du Port est une place de Guyane située dans la ville de Cayenne.

## Historique
Dès 1703, une place du Port figure sur un plan de la ville Cayenne, elle devient par la suite place du Marché en 1842. 
En 1888, un marché couvert et un jardin public y ont été construits. En 1907 le conseil municipal dirigé par le maire Eugène Gobert décide la suppression du jardin pour la construction d'un nouveau marché couvert, celui que l'on connait actuellement. 
En 1920 à l'emplacement de l'ancien marché a été inauguré le monument aux morts de la Première Guerre mondiale surmonté d'un coq, ce qui lui donna le nom actuel de la place.
C’est sur la Place du Coq le dernier dimanche d’avril, qu’a lieu le traditionnel dépôt de gerbe en souvenir des  victimes et des Héros de la Déportation. 